# Филлипс, Томас (библиофил)
Сэр Томас Филлипс (англ. Thomas Phillipps, 1792—1872) — английский библиофил, обладатель крупнейшей в XIX веке частной библиотеки рукописных материалов.

## Биография
Незаконнорожденный сын фабриканта тканей, Томас проявил интерес к книгам с раннего детства; уже в 6-летнем возрасте ему принадлежала библиотека в 110 книг, и он неоднократно заявлял, что хотел бы владеть каждой из книг, существующей в мире. В 1815 году окончил Университетский колледж Оксфорда, в студенческие годы продолжил серьёзное собирание библиотеки. После смерти отца в 1818 году получил ренту в 6000 фунтов в год, которую почти полностью тратил на книги. В 1819 году он женился на Генриетте Элизабет Молинье, дочери генерала. В 1820 году был избран действительным членом Королевского общества, в 1821 году удостоен титула баронета. В 1822—1829 годах путешествовал по Европе (Нидерланды, Бельгия, Франция, Германия, Швейцария), главным образом, для приобретения рукописей, приобрёл в Нидерландах собрание Меермана, несколько монастырских собраний в Бельгии, в Париже на аукционах приобрёл несколько сот рукописей, в Германии — библиотеку ван Эсса, включавшую около 1000 инкунабул. По оценкам, истратил на собирание библиотеки около 250 000 фунтов стерлингов (примерно 23 810 000 фунтов в ценах 2022 года). Его агенты постоянно дежурили на книжных аукционах, сам сэр Томас постоянно собирал каталоги книготорговцев. Со временем страсть к собиранию книг приобрела патологические формы: он мог купить всё содержимое книжного магазина, зайдя туда. В его загородном имении в Бродвее (Вурчестершир) под книги было занято 16 из 20 комнат, имевшихся в доме; типография располагалась в Бродвейской башне.
В 1863 году он начал перевоз своего книжного собрания, поскольку опасался, что оно достанется зятю, которого он обвинил в краже первого издания «Гамлета» (1603). Для перевозки книг в Челтнем потребовалось 105 двуконных повозок и 8 месяцев времени. После его кончины в библиотеке было примерно 50 000 печатных томов и 60 000 рукописей, оцененных в 74 779 фунтов (около 7 103 000 фунтов в ценах 2022 года). Его собрание включало большое число рукописей и редких документов на пергаменте, попавших в его руки преимущественно из Франции, где после революции массово распродавали монастырское имущество. С 1822 года сэр Т. Филлипс каталогизировал своё собрание, а также публиковал свои труды об английской генеалогии и топонимике, которые печатал в собственной типографии.
Сэр Т. Филлипс пытался продать библиотеку британскому государству и безуспешно переписывался с Дизраэли. По завещанию, библиотека должна была сохраняться в целостном виде, к книгам не должны были допускаться лица католического вероисповедания и его зять. В 1885 году в судебном порядке завещание было оспорено и началась распродажа библиотечных фондов, которая растянулась почти на 100 лет. Континентальные рукописи и издания были приобретены библиотеками Германии, Бельгии и Нидерландов, частично — коллекционерами США. В 1946 году оставшаяся неразобранной часть книг была продана за 100 000 фунтов книготорговцам Филлипу и Лайонелу Робинсонам (англ.). Последние остатки его собрания были проданы в 2006 году на аукционе Сотбис.
В коллекции Филлипса был Грааль Ларошфуко (фр.).